# Metody (Niemcow)
Metody, imię świeckie Nikołaj Fiodorowicz Niemcow (ur. 16 lutego 1949 w Roweńkach) – biskup Rosyjskiego Kościoła Prawosławnego.

## Życiorys
Ukończył technikum kolejowe, a następnie seminarium duchowne w Odessie. Następnie do 1976 studiował w Leningradzkiej Akademii Duchownej. W czasie studiów, 5 stycznia 1974 złożył wieczyste śluby zakonne. Dwa dni później został hierodiakonem, zaś 24 kwietnia – hieromnichem. Przebywał w Monasterze Nowodziewiczym w Moskwie. W 1977 otrzymał godność archimandryty. Od września 1979 służył w małym soborze monastyru Dońskiego oraz w cerkwi Złożenia Szaty Chrystusa Zbawiciela w Moskwie.
27 kwietnia 1980 w ławrze Troicko-Siergijewskiej miała miejsce jego chirotonia na biskupa irkuckiego i czyckiego. Po dwóch latach przeniesiony do eparchii woroneskiej i lipieckiej. Od 1985 arcybiskup. W 1987 wyznaczony na przewodniczącego komisji zajmującej się restauracją odzyskanego przez Cerkiew Monasteru Daniłowskiego w Moskwie. Od kwietnia 1988 metropolita. Od 1 lutego 1990 stał na czele prawosławno-katolickiej komisji mieszanej, która zajmowała się uregulowaniem stosunków katolicko-prawosławnych na Ukrainie.
7 maja 2003 wyznaczony na zwierzchnika Metropolitalnego Okręgu Rosyjskiego Kościoła Prawosławnego w Republice Kazachstanu z tytułem metropolity astańskiego i ałmackiego. Urząd ten pełnił do 5 marca 2010, kiedy został przeniesiony na katedrę permską i solikamską. Od 19 marca 2014 zwierzchnik powstałej tego dnia metropolii permskiej, z tytułem metropolity permskiego i kungurskiego. W latach 2014–2016 był tymczasowym ordynariuszem eparchii solikamskiej.